# Bahnstrecke Tröbitz–Kleinleipisch
| Ziel der Bahnlinie-der Bunker zur Brikettfabrik Louise |                     |                                            |                                            |
| Streckenlänge: | 26,7 km             |                                            |                                            |
| Spurweite: | 900 mm (Schmalspur) |                                            |                                            |
| Stromsystem: | 1200 V =            |                                            |                                            |
| Streckengeschwindigkeit: | 30 km/h             |                                            |                                            |
| |                     |                                            |                                            |
| \| \| \| von Brikettfabrik Louise und Wildgrube \| \| \| \| 0,00 \| Bbf Tröbitz \| Bbf Tröbitz \| \| \| 0,45 \| Bk Stw 21 L65 \| Bk Stw 21 L65 \| \| \| 6,65 \| Kleine Elster[1] \| Kleine Elster[1] \| \| \| 7,40 \| Floßgraben \| Floßgraben \| \| \| 13,00 \| Bahnstrecke Berlin–Dresden[2] \| Bahnstrecke Berlin–Dresden[2] \| \| \| 13,45 \| Bk Stw 22 \| Bk Stw 22 \| \| \| 14,40 \| Floßgraben[3] \| Floßgraben[3] \| \| \| 24,50 \| Tagebau Klettwitz-Nord \| Tagebau Klettwitz-Nord \| \| \| 24,90 \| Bahnstrecke Kleinleipisch–Klettwitz Nord \| Bahnstrecke Kleinleipisch–Klettwitz Nord \| \| \| 25,00 \| Bbf Grünewalde (Stw 5)[4] \| Bbf Grünewalde (Stw 5)[4] \| \| \| 25,80 \| nach Lauchhammer-Ost \| nach Lauchhammer-Ost \| \| \| 26,40 \| Alte Grünewalder Straße \| Alte Grünewalder Straße \| \| \| 26,70 \| Bbf Kleinleipisch (Stw 3)[5] \| Bbf Kleinleipisch (Stw 3)[5] \| \| \| \| \| \| \| \| \| zum Kraftwerk Plessa, Biotürme Lauchhammer \| \| |                     |                                            |                                            |
| |                     | von Brikettfabrik Louise und Wildgrube     |                                            |
| Dienststation / Betriebs- oder Güterbahnhof (Strecke außer Betrieb) | 0,00                | Bbf Tröbitz                                | Bbf Tröbitz                                |
| Blockstelle (Strecke außer Betrieb) | 0,45                | Bk Stw 21 L65                              | Bk Stw 21 L65                              |
| Brücke über Wasserlauf (Strecke außer Betrieb) | 6,65                | Kleine Elster                              | Kleine Elster                              |
| Brücke über Wasserlauf (Strecke außer Betrieb) | 7,40                | Floßgraben                                 | Floßgraben                                 |
| Kreuzung geradeaus unten (Strecke geradeaus außer Betrieb) | 13,00               | Bahnstrecke Berlin–Dresden                 | Bahnstrecke Berlin–Dresden                 |
| Blockstelle (Strecke außer Betrieb) | 13,45               | Bk Stw 22                                  | Bk Stw 22                                  |
| Brücke über Wasserlauf (Strecke außer Betrieb) | 14,40               | Floßgraben                                 | Floßgraben                                 |
| Abzweig geradeaus und nach links (Strecke außer Betrieb) | 24,50               | Tagebau Klettwitz-Nord                     | Tagebau Klettwitz-Nord                     |
| Abzweig geradeaus und von links (Strecke außer Betrieb) | 24,90               | Bahnstrecke Kleinleipisch–Klettwitz Nord   | Bahnstrecke Kleinleipisch–Klettwitz Nord   |
| Dienststation / Betriebs- oder Güterbahnhof (Strecke außer Betrieb) | 25,00               | Bbf Grünewalde (Stw 5)                     | Bbf Grünewalde (Stw 5)                     |
| Abzweig geradeaus und nach links (Strecke außer Betrieb) | 25,80               | nach Lauchhammer-Ost                       | nach Lauchhammer-Ost                       |
| Strecke mit Straßenbrücke (Strecke außer Betrieb) | 26,40               | Alte Grünewalder Straße                    | Alte Grünewalder Straße                    |
| Dienststation / Betriebs- oder Güterbahnhof (Strecke außer Betrieb) | 26,70               | Bbf Kleinleipisch (Stw 3)                  | Bbf Kleinleipisch (Stw 3)                  |
| |                     |                                            |                                            |
| Strecke (außer Betrieb) |                     | zum Kraftwerk Plessa, Biotürme Lauchhammer | zum Kraftwerk Plessa, Biotürme Lauchhammer |

Die Bahnstrecke Tröbitz–Kleinleipisch war eine schmalspurige elektrische Förderbahn der Lausitzer Grubenbahn mit 900 mm Spurweite.
Die Strecke wurde errichtet, um die Brikettfabriken in Domsdorf und Wildgrube weiterhin mit Kohle von dem Kohlefahrbetrieb Lauchhammer zu versorgen, da die in der Nähe befindlichen Tagebaue ausgekohlt waren. Sie berührte die heutigen Ortsbereiche von Domsdorf, Tröbitz, Schadewitz, lief von dort über das heutige Naturschutzgebiet Forsthaus Prösa und an Gorden-Staupitz und Grünewalde vorbei zum Endpunkt Kleinleipisch. In dieser Form bestand die Strecke bis Ende 1991, ab 1992 wurde sie komplett abgebaut. Im Rahmen der Rekultivierung wurde ein Großteil der Trasse als Radweg (bezeichnet Kohlebahntrasse) umgebaut.

## Geschichte

### Entstehung

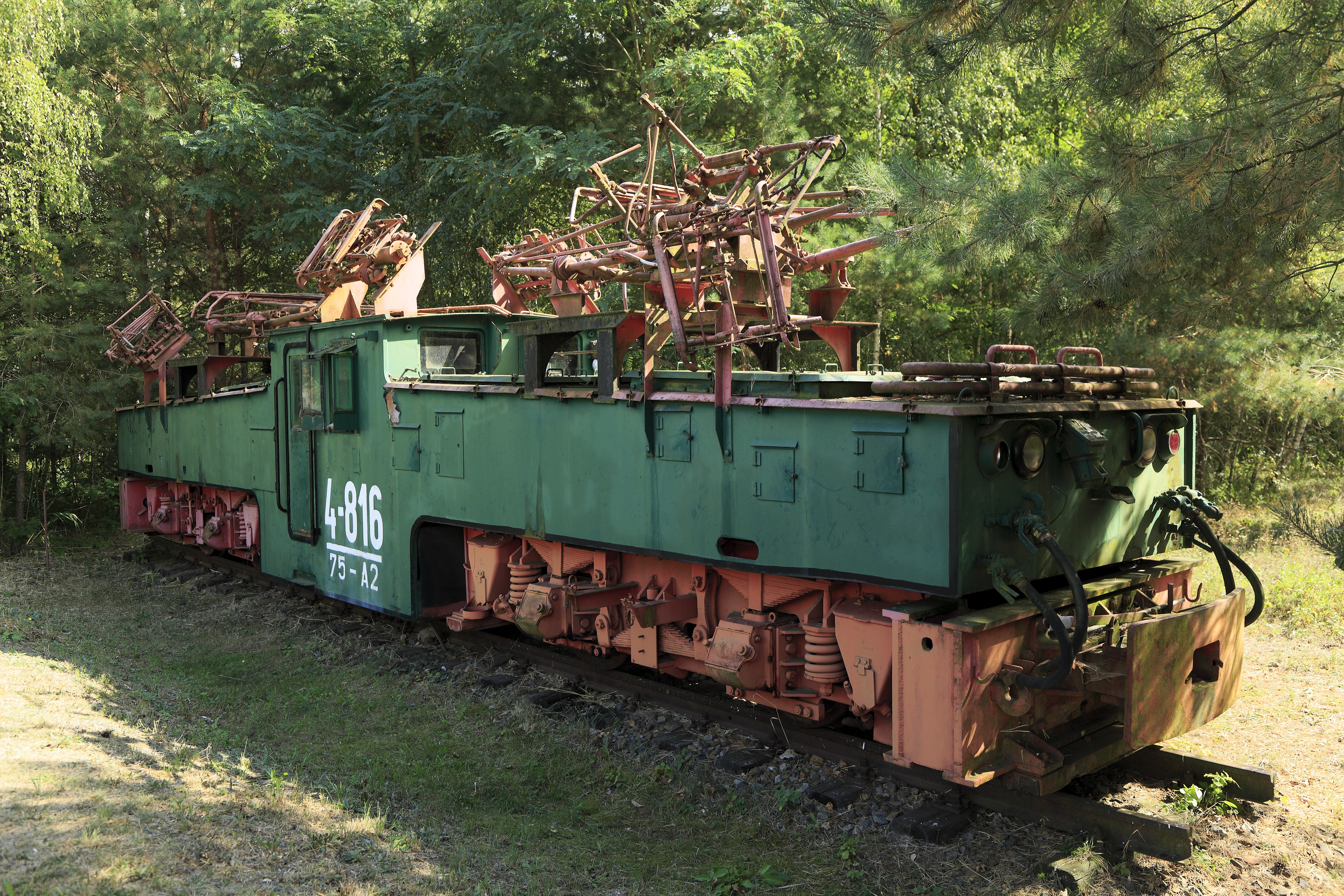
LEW EL 3 Nr. 4-816, ehemalige Lokomotive auf der Strecke und jetzige Museumslokomotive

Die Anfänge der Strecke entstanden mit der Auskohlung der im Raum der Brikettfabriken Domsdorf und Wildgrube vorhandenen Tagebaue wie Tagebau Wildgrube. Die Tagebaue dort hatten schon vor dem Zweiten Weltkrieg zur Abfuhr von Abraum auch Verbindungsbahnen, bei denen Schüttgutwagen eingesetzt wurden.

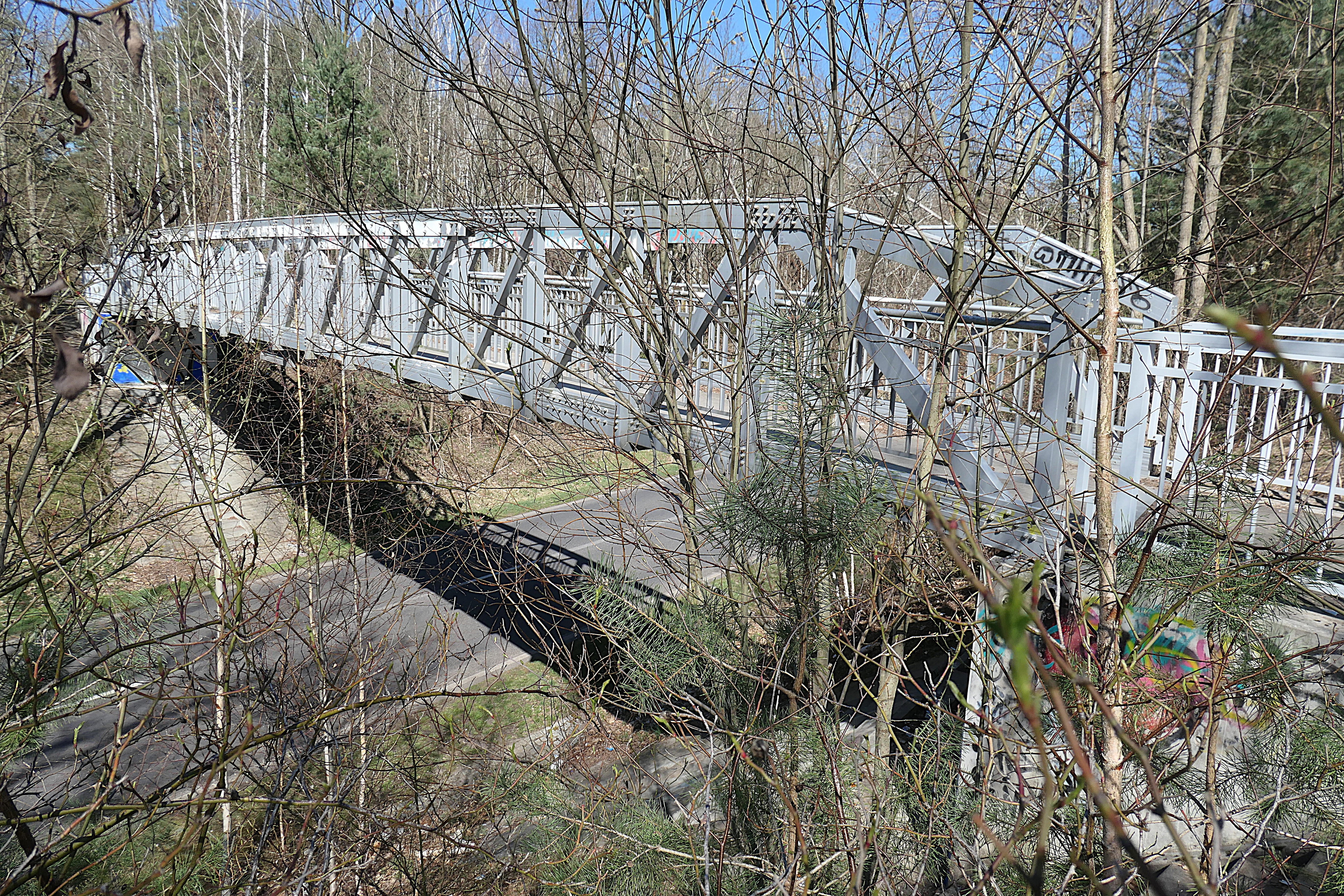
Straßenüberführung der Alten Grünewalder Straße über jetzige Fahrstraße und früheren Kohlbahnhof Kleinleipisch

Eine Verbindungsbahn von den Brikettfabriken zum Bahnhof in Beutersitz der Bahnstrecke Halle–Cottbus in Normalspur existierte schon um 1900 und hat mit der späteren Grubenbahn keine Verbindung. Sie diente dem Versand der hier produzierten Briketts. Außerdem besaßen beide Werke je eine Feldbahn zum Verkippen der Asche auf Halde.

### Erweiterung nach dem Zweiten Weltkrieg
Nach dem Zweiten Weltkrieg mussten die beiden Brikettfabriken mit Rohbraunkohle aus den damals neu erschlossenen Tagebauen im Raum Lauchhammer versorgt werden. Es entstand eine Verbindungsbahn mit einer Länge von fast 27 Kilometern. Sie wurden mit der damals üblichen Spurweite von 900 mm angelegt. Die Strecke war einspurig und hatte nur in den Unterwegsstationen mit den besetzten Stellwerken mitunter umfangreiche Gleisanlagen. Die Zwischenstation mit dem vom Stellwerk 5 ferngesteuerten Stellwerk 22 besaß lediglich ein Ausweichgleis. Das Eröffnungsjahr der Strecke wird auf das Jahr 1957 bezogen. Anfangs sollen die ersten Förderzüge noch mit Dampf gefahren sein, zu einem nicht genannten Zeitpunkt wurden sie auch elektrifiziert mit der Spannung 1200 V Gleichspannung befördert. Der Bahnhof Tröbitz an den Brikettfabriken besaß ein Gleisdreieck, hier wurden die aus Lauchhammer ankommenden Züge zuerst gedreht und dann je nach Lieferung schiebend zu den Brikettfabriken gefahren. Die Beförderung der Züge war eine Aufgabe der Baureihe LEW EL 3.

### Gegenwart

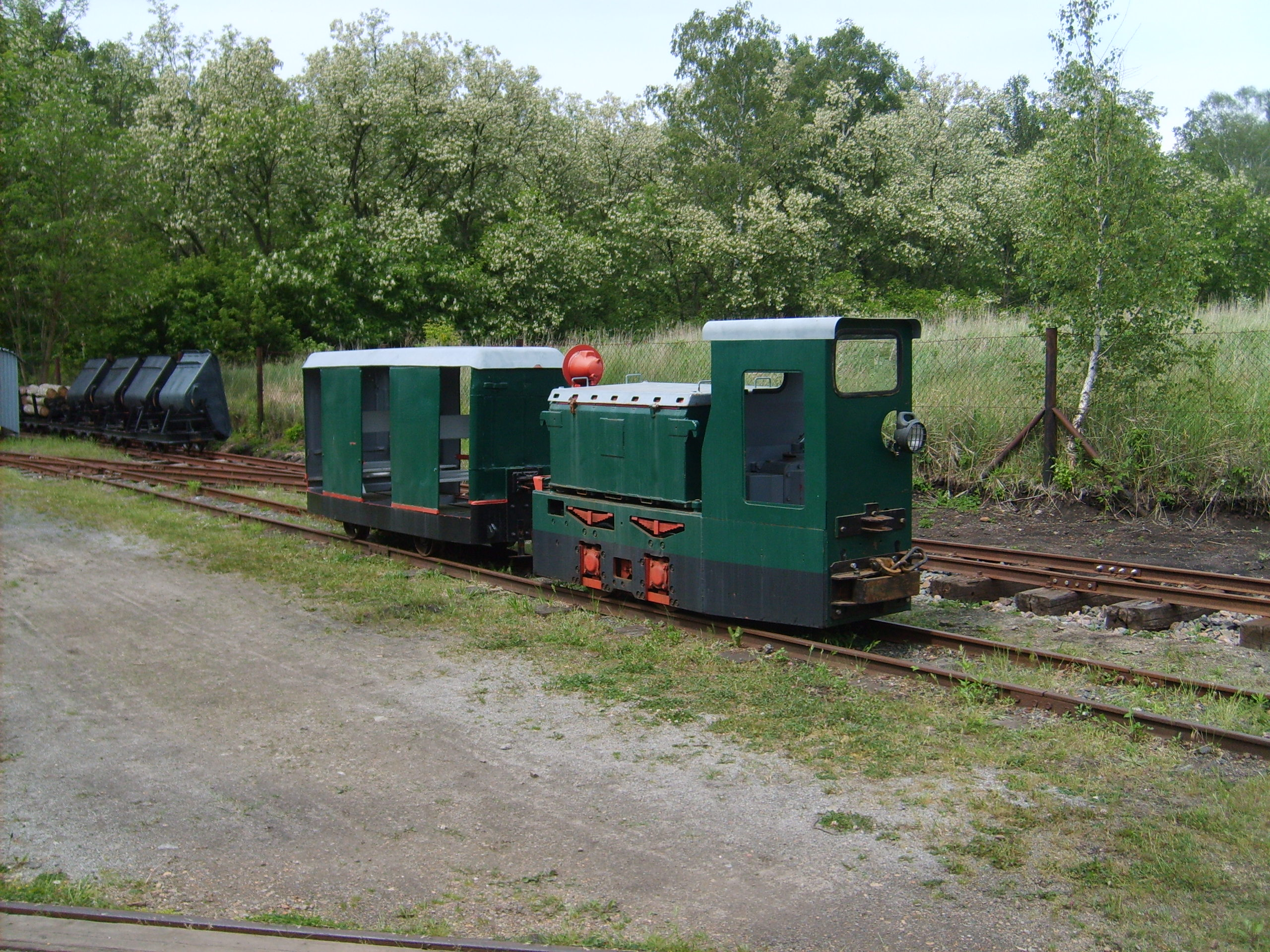
Fahrzeuge der ehemaligen Feldbahn zur Verkippung der Asche auf Halde werden heute für eine kleine Ringbahn verwendet

1991 wurden beide Brikettfabriken stillgelegt. Das war auch das Ende der Kohleverbindungsbahn von Kleinleipisch nach Domsdorf. Sie wurde danach abgebaut. Mit der Errichtung der Brikettfabrik Domsdorf als Technisches Denkmal wurde dort die EL3 Nr. 4-816 als Denkmal aufgestellt. Ein Rundkurs einer Feldbahn in 600 mm Spurweite erinnert an die ehemalige dort befindliche Aschenbahn. Die Bahntrasse selbst wurde bis auf Stellen beim Anfangs- und Endbahnhof sowie dem Mittelstück beim heutigen Naturschutzgebiet Forsthaus Prösa als Bahntrassenradweg ausgebaut.